# Otto Authén
Otto Fredrik Authén (ur. 1 listopada 1886 w Kristianii (ob. Oslo), zm. 7 lipca 1971 tamże) – norweski gimnastyk, medalista olimpijski.
Uczestnik Letnich Igrzysk Olimpijskich 1908, na których wystartował tylko w zawodach drużynowych, zdobywając srebrny medal.
14-krotny uczestnik Festiwalu Narciarskiego w Holmenkollen, był także prezesem wielosekcyjnego stołecznego klubu sportowego Skiklubben Start (1920-1924).
W oświadczeniu z 1910 roku napisał, że pracuje jako korespondent i sprzedawca w agencji handlowej. Był synem Olaia Authéna z Trøgstad (1852-1932) i Anny Christiny Schanche z Tany (1853-1920).